# Philodamia
Philodamia Thorell, 1894 è un genere di ragni appartenente alla famiglia Thomisidae.

## Distribuzione
Le sette specie note di questo genere sono state rinvenute in Asia orientale: la specie dall'areale più vasto è la P. armillata, rinvenuta in Bhutan e Birmania

## Tassonomia
Non sono stati esaminati esemplari di questo genere dal 2012.
A dicembre 2014, si compone di sette specie:
- Philodamia armillata Thorell, 1895 — Bhutan, Birmania
- Philodamia gongi (Yin et al., 2004) — Cina
- Philodamia hilaris Thorell, 1894[2] — Singapore
- Philodamia pingxiang Zhu & Ono, 2007 — Cina
- Philodamia semicincta (Workman, 1896) — Singapore
- Philodamia tongmian Zhu & Ono, 2007 — Cina
- Philodamia variata Thorell, 1894 — Singapore